# Vaterpolo klub Novi Beograd
Il Vaterpolo klub Novi Beograd (in serbo Ватерполо клуб Нови Београд?) è una squadra di pallanuoto che ha sede a Novi Beograd, in Serbia.

## Palmarès

### Trofei nazionali
- Campionato serbo: 3

2021-22, 2022-23, 2023-24
- Coppa di Serbia: 2

2023-24, 2024-25

### Trofei internazionali
- Lega Adriatica: 2

2021-22, 2023-24

## Rosa 2025-2026
| N° |                       | Ruolo | Giocatore             |
| -- | --------------------- | ----- | --------------------- |
|    | Italia (bandiera)     | P     | Francesco De Michelis |
|    | Grecia (bandiera)     | D     | Dimitrios Skoumpakis  |
|    | Serbia (bandiera)     |       | Vasilije Martinovic   |
|    | Serbia (bandiera)     | D     | Miloš Ćuk             |
|    | Montenegro (bandiera) | A     | Duro Radovic          |
|    | Serbia (bandiera)     | CV    | Marko Dimitrijevic    |
|    | Montenegro (bandiera) | D     | Miroslav Perkovic     |
|    | Serbia (bandiera)     | CV    | Nikola Lukić          |

| N° |                   | Ruolo | Giocatore        |
| -- | ----------------- | ----- | ---------------- |
|    | Serbia (bandiera) |       | Luka Gladovic    |
|    | Serbia (bandiera) | P     | Milan Glusac     |
|    | Serbia (bandiera) |       | Dusan Trtovic    |
|    | Serbia (bandiera) |       | Strahinja Krsitc |
|    | Serbia (bandiera) |       | Viktor Urosevic  |
|    | Serbia (bandiera) |       | Petar Pajkovic   |
|    | Serbia (bandiera) | P     | Slobodan Soro    |